# Soledades de la sangre (libro)
Soledades de la sangre es el nombre del cuarto libro de poesía de José Rumazo González Moya. Se caracteriza por su temática histórica que rompe con la estética de sus antiguas publicaciones de carácter vanguardista. Fue publicado en Madrid en 1950.

## Estilo y ediciones
A pesar de que el título contiene la palabra "soledades" de mucha importancia en la tradición poética en español por la obra de Góngora, el estilo de Rumazo González es más bien histórico, aunque mantiene en parte el barroquismo que caracterizó su poesía desde el inicio de su obra. Este libro corresponde con una serie de publicaciones sucesivas que el autor hizo mientras se encontraba en España, como representante de su país, y con el objetivo de recopilar información histórica del archivo de indias de Sevilla. Rumazo González quien en la primera etapa de su carrera tuvo más éxito en la historia, por su colaboración con Max Uhle y su reconocimiento como paleógrafo, se enfocaría ahora en desarrollar su carrera literaria, cerrando primero su periodo vanguardista con la publicación de Raudal y otros poemas, e innaugurando una nueva etapa de su obra, esta vez de caracter histórico, fruto de sus extensos estudios acerca del pasado de Ecuador. La publicación del libro fue dedicado a su amigo Melchor Fernández Almagro, quien además de crítico literario sería importante historiador en España. Este libro fue destacado en los Cuadernos hispanoamericanos en 1951, revista de las Ediciones Cultura Hispánica, así como también por José Angel Valente quien describiría al autor como un poeta con "una honda impresión de España, que es recuerdo y presencia de España al mismo tiempo, como tierra exterior y tierra de alma adentro."De esta forma se ve la continuación de lo que en su poemario Proa se identificó como una dualidad entre el simbolismo y el naturalismo, sin embargo ahora el contenido es histórico, acorde a esta nueva etapa estética del autor.Además la publicación sería destacada por la revista hispanoamericana de cultura Razón y fe, administrada por la Compañía de Jesús y por la revista de león titulada Espadaña.En Ecuador sería destacada por los Anales de la Universidad Central y por "La casa de Montalvo" donde se reproducirían fragmentos de su poesía y de los dramas "Sevilla del oro y La leyenda del cacique dorado".Además en el libro "Crítica y meditación" del filósofo Jose Luis L. Aranguren se destacaría el rol de España y su importancia en la obra de Rumazo González afirmando que el autor es un "erudito, humanista, adicto a toda clase de saberes, muy culto a la gran manera tradicional, universal lector". A lo que se añade que es en España más que en su país natal donde ha logrado desprenderse de lo necesario para lograr una poesía autenticamente americana. Afirma además que su poesía es un reencuentro entre América y España, pero la España conservada en el "cuenco de arcilla", de la humilde memoria de la sangre, igual que el sabor del agua se guarda en las vasijas viejas.Su poesía sería analizada, en relación con la pintura de Victor Mideros en el "Panorama de la literatura ecuatoriana" por Augusto Arias, quien apela que para estudiar su obra se debe necesariamente tomar en cuenta su carrera como historiador y sus largas investigaciones.
Fue editado por Afrodisio Aguado, al igual que Raudal y después de realizar la publicación describiría la poesía de Rumazo González de la siguiente forma:

En nuestro afán de que lleguen a nosotros todas las voces americanas que tienen algo que decirnos, hemos elegi-do para este tomo una selección de poesías de José Rumazo, uno de los máximos poetas ecuatorianos del momento ac-tual. Son versos juveniles unos, de plena madurez los más, pero todos ellos sostenidos por el mismo afán de pureza ver-bal y de grave y hondo contenido.

De igual forma cuando los poemas de Soledades de la sangre fueron incluidos dentro de la antología Ecos del silencio se describió su estilo de la siguiente manera:

Pertenece la poesía de Rumazo a la buena tradición hispana de principios de siglo, la de Rubén y Olmedo, Salvador Rueda y Machado, amante siempre de la estrofa solemne y de graves andares, llena siempre de humano contenido. No es que Rumazo no sienta los nuevos rumbos que en los últimos lustros tomó la poesía, como lo demuestran multitud de atrevidas metáforas que jalonan el libro, sino que siempre mira cauteloso los jeroglíficos verbales, permaneciendo en la más pura línea de la poesía tradicional. Estrofas hay en él que no dudaría el más eximio vate en suscribir, sin necesidad de contorsiones lingiiisticas, que sólo sirven las más de las veces para encubrir pobreza de contenido.
Ecos del silencio

## Estructura
El libro se divide en poemas relacionados a América y otros a España que reflejan los estudios históricos realizados durante la primera etapa de su carrera, por ejemplo "La hechicera de los huancavilcas" o "El rito del sol" muestran una influencia clara de sus estudios realizados en 1933 cuando publicaría "El Ecuador en la América Prehispánica". Por otro lado, sus poemas relacionados con España reflejan la nueva etapa que empezaría con su vida en ese país por su profesión de diplomático e historiador. Uno de los poemas más destacados en sin duda "Navegante" que ha sido reproducido en contadas ocasiones y destacado además por la Academia Ecuatoriana de la Lengua.
- America
- El condor
- La hechicera de los Huancavilcas
- La hechicera de los Amazonas
- El rito del Sol
- Soledades de la sangre
- Mar de España
- El desembarco
- El hogar antiguo
- Mis abuelos
- Los nombres
- Desde América
- El molino
- El tren
- Pregón del Agua
- Romance de Albayaldos
- El celta
- Mar vigilante
- Al cipres de silos
- La ola
- Soledad del crepúsculo
- Caverna de Altamira
- Guadalupe
- La salida del toro
- Adolescencia
- Saudade para Castilla
- Un agradecimiento
- Despuntando del sueño
- Navegante